# Cyanocrates
Cyanocrates är ett släkte av fjärilar. Cyanocrates ingår i familjen plattmalar.
Kladogram enligt Catalogue of Life:
| Cyanocrates | \| \| Cyanocrates grandis \| \| \| \| \| \| Cyanocrates inventrix \| \| \| \| |
|             | \| \| Cyanocrates grandis \| \| \| \| \| \| Cyanocrates inventrix \| \| \| \| |
|             | Cyanocrates grandis                                                           |
|             |                                                                               |
|             | Cyanocrates inventrix                                                         |
|             |                                                                               |